# یاشتسه
یاشتسه (به لاتین: Jaśce) یک روستا در لهستان است که در گمینا پیونکی واقع شده‌است.